# Gerardo Diego
Gerardo Diego (Santander, 3 de Outubro de 1896 - Madri, 8 de Julho de 1987) foi um escritor espanhol, membro da Geração de 27.

## Trajetória
Estudou filosofia e letras em Madri e foi catedrático de Literatura em Soria, Xixón, Santander e Madrid. Fundou as revistas Carmen e Lola, onde tinham trânsito os novos poetas vanguardistas.
Nas suas primeiras obras: Iniciales (1918), El romancero de la novia (1918) e Soria (1923), observa-se uma clara influência de autores como Gustavo Adolfo Bécquer, Juan Ramón Jiménez e Antonio Machado. Alondra de verdad (1941), formado por quarenta e dois sonetos escritos antes da guerra, pertence também à poesia tradicional.
A sua inclinação pela nova arte das vanguardas faz com que se inicie no ultraísmo e no criacionismo. A falta de sinais de pontuação, a disposição dos versos, os temas intranscedentes e as extraordinárias imagens caracterizam esta poesia, e destacam obras como Manual de espumas (1924) e Fábula de Equis y Zeda (1932).

## Obra poética
- El romancero de la novia, Santander, Imp. J. Pérez, 1920.
- Imagen. Poemas (1918-1921), M., Gráfica de Ambos Mundos, 1922.
- Soria. Galería de estampas y efusiones, Valladolid, Libros para amigos, 1923.
- Manual de espumas, M., Cuadernos Literarios (La Lectura), 1924.
- Versos humanos, M., Renacimiento, 1925 (Premio Nacional de Literatura 1924-1925).
- Viacrucis, Santander, Talleres Aldus, 1931.
- Fábula de Equis y Zeda, México, Alcancía, 1932.
- Poemas adrede, México, Alcancía, 1932.
- Ángeles de Compostela, M., Patria, 1940 (nueva versión completa- M.- Giner- 1961).
- Alondra de verdad, M., Escorial, 1941.
- Primera antología de sus versos, M., Espasa-Calpe, 1941.
- Romances (1918-1941), M., Patria, 1941.
- Poemas adrede, M., Col. Adonais, 1943 (Edición completa).
- La sorpresa, M., CSIC, 1944.
- Hasta siempre, M., Mensajes, 1948.
- La luna en el desierto, Santander, Vda F. Fons, 1949.
- Limbo, Las Palmas de Gran Canaria, El Arca, 1951.
- Visitación de Gabriel Miró, Alacant, 1951.
- Dos poemas (Versos divinos), Melilla, 1952.
- Biografía incompleta, M., Cultura Hispánica, 1953 (Ilustraciones de José Caballero. 2ª edición con nuevos poemas- M.- Cultura Hispánica- 1967).
- Segundo sueño (Homenaje a Sor Juan Inés de la Cruz), Santander, Col. Tito Hombre, 1953 (Xilografías de Joaquín de la Fuente).
- Variación, M., Neblí, 1954.
- Amazona, M., Ágora, 1956.
- Egloga a Antonio Bienvenida, Santander, Ateneo, 1956.
- Paisaje con figuras, Palma de Mallorca, Papeles de Sons Armadans, 1956 (Premio Nacional de Literatura).
- Amor solo, M., Espasa-Calpe, 1958 (Premio Ciudad de Barcelona 1952).
- Canciones a Violante, M., Punta Europa, 1959.
- Glosa a Villamediana, M., Palabra y Tiempo, 1961.
- La rama, Santander, La isla de los ratones, 1961.
- Mi Santander, mi cuna, mi palabra, Santander, Diputación, 1961.
- Sonetos a Violante, Sevilla, La Muestra, 1962.
- La suerte o la muerte. Poema del toreo, M., Taurus, 1963.
- Nocturnos de Chopin, M., Bullón, 1963.
- El jándalo (Sevilla y Cádiz), M., Taurus, 1964.
- Poesía amorosa 1918-1961, B., Plaza y Janés, 1965.
- El Cordobes dilucidado y vuelta del peregrino, M., Revista de Occidente, 1966.
- Odas morales, Málaga, Librería Anticuaria El Guadalhorce, 1966.
- Variación 2, Santander, Clásicos de Todos los Años, 1966.
- Segunda antología de sus versos (1941-1967) M., Espasa-Calpe, 1967.
- La fundación del querer, Santander, La isla de los ratones, 1970.
- Versos divinos, M., Alforjas para la poesía española (Fundación Conrado Blanco), 1971.
- Cementerio civil, B., Plaza y Janés, 1972.
- Carmen jubilar, Salamanca, Álamo, 1975.
- Cometa errante, B., Plaza y Janés, 1985.

## Fonte da tradução
- Este artigo foi inicialmente traduzido, total ou parcialmente, do artigo da Wikipédia em galego cujo título é «Gerardo Diego».